# 梁友蘭
梁友兰（1904年12月29日—1973年2月13日），印尼名尤努斯·努·阿里夫，印度尼西亞（印尼）華裔作家、記者、歷史教師。

## 生平
1904年12月29日生於荷屬東印度巴達維亞（今雅加达），父親是客家人，祖籍中國廣東省梅縣（今梅州市），從事蜡染業，家境富裕。他在完成小學課程後選讀飛機維修課程（當時東印度群島從事飛機維修的人不多），至1924年畢業，另一方面他也接受私人補習，學習華文。然而梁友兰畢業後，父親離世，母親被騙出工廠，因此無法加入飛機維修工業，於是他委託同學的父親劉玉蘭幫忙，加入《競報》，擔任記者，並於1928年至1934年期間擔任該報主編。
1934年，《競報》進行內部重組，之後梁友兰調任《新報》主編，這家報社同樣位於巴達維亞，立場非常親中。隨後，他把《新報》的報導重點放在文化內容，同時避免報導文章滲入政治色彩。這時，他一方面為《東印度指南》（De Indische Gids）等荷蘭文期刊和《中國學報》（The China Journal）等英文期刊撰文，介紹華人馬來文學等事物，另一方面又參加中華會館，擔任第三秘書，積極投身社會工作。1939年中華會館慶祝創立40週年時，梁友兰等人參與紀念特刊的編務。
1942年2月日本佔領東印度群島，在爪哇岛和马都拉岛拘禁梁友兰等至少542名華人，把他們關進位於雅加達南部的武吉杜利集中營，後來又轉移到西冷和芝馬墟，直至1945年日本投降，印尼宣布獨立之後才釋放他們。梁友兰在1946年發表回憶錄《日本集中營生活紀實》，講述自己被拘留在集中營的經歷；漢學家歐陽春梅指出，其他戰俘撰寫的回憶錄並沒有那麼詳細，所以這本書是珍貴的歷史紀錄。
獲釋後梁友蘭重返雅加達，復任《新報》主編（該報曾於日佔時期停刊，3年後恢復運作），至1958年卸任，並於1947年創辦家庭雜誌《五色》（Pantja Warna），主持雜誌編務，至1956年為止。他在1950年代末期入讀雅加達師範學院（現雅加達國立大學），主修歷史。及至1963年，他已經成為雅加達師範學院的歷史系講師，並以自由工作者的身分選譯《三国演义》、《花木兰》、《封神演义》等中國文學著作。1965年之後，他也開始撰文介紹印尼的荷蘭人社群。
梁友蘭一直從事寫作，直至1973年2月13日逝世為止。

## 作品選錄
據歐陽春梅所述，梁友蘭一生曾撰寫差不多200部作品，絕大多數作品與印尼的華人社群有關，當中包括：
- 《吧城中華會館40週年特刊》（Riwayat 40 Taon T.H.H.K. Batavia，1940年）
- 《日本集中營生活紀實》（Dalem Tawanan Djepang，1946年）
- 《中国文明一瞥》（Peradaban Tionghoa Selajang Pandang，1961年）
- 《印華文學》（Sastera Indonesia-Tionghoa，1962年）
- 《三国故事精华》（Punjtak-puntjak Kisah Tiga Negara，1963年）
- 《中国文学一瞥》（Sastera Tiongkok Sepintas Lalu，1966年）

## 腳註
1. 1 2 3 4 5  JCG, Nio Joe Lan.
2. 1 2 3 4 5  Sidharta 2008，第xiv頁.
3. ↑  Suryadinata 1995，第184頁.
4. ↑  Suryadinata 1995，第6頁.
5. 1 2  KPG, Nio Joe Lan.
6. ↑  Setiono 2008，第530頁.
7. ↑  Sidharta 2008，第xv頁.
8. 1 2  Sidharta 2008，第xvii頁.
9. ↑  Sidharta 2008，第xiii頁.